# The Formation World Tour
The Formation World Tour là chuyến lưu diễn thứ bảy của nữ ca sĩ-nhạc sĩ người Mỹ Beyoncé nhằm quảng bá album phòng thu thứ sáu của cô, Lemonade (2017). Chuyến lưu diễn được công bố sau phần trình diễn với cương vị khách mời đặc biệt tại chương trình Chương trình giữa giờ Super Bowl 50 với lịch trình bao gồm toàn bộ ngày diễn tại các sân vận động, bắt đầu vào ngày 27 tháng 4 năm 2016 tại Công viên Marlin, Miami và kết thúc vào 7 tháng 10 năm 2016 tại Sân vận động MetLife, East Rutherford. Tựa đề của chuyến lưu diễn đặt theo tên bài hát "Formation".
Dàn sân khấu cho chuyến lưu diễn bao gồm một màn hình LED hình khối cao hơn 18m có khả năng xoay vòng được gọi là 'Monolith' kết hợp với một sàn diễn nối với sân khấu B, nơi có thể trữ khoảng 2.000 gallons nước. Chủ đề của chuyến lưu diễn được dựa theo album Lemonade, với mỗi vòng xoay của khối 'Monolith' giới thiệu một phân đoạn mới của đêm nhạc. Chuyến lưu diễn đa phần nhận được nhiều phản hồi chuyên môn tích cực, với lời khen ngợi khâu dàn dựng cũng như khả năng trình diễn và giọng hát của Beyoncé.
The Formation World Tour lần lượt đứng ở vị trí thứ nhất và thứ hai trong danh sách 100 chuyến lưu diễn có doanh thu cao nhất tại Bắc Mỹ và trên toàn cầu vào giữa năm của Pollstar, thu về hơn 137,3 triệu đô-la Mỹ sau 25 đêm diễn, bao gồm 126,3 triệu đô-la Mỹ từ chặng đầu tiên tại Hoa Kỳ và Canada. Tổng cộng, chuyến lưu diễn thu về hơn 256 triệu đô-la Mỹ từ 49 buổi diễn cháy vé theo thống kê của tạp chí Billboard, đứng hạng hai trong danh sách các chuyến lưu diễn có doanh thu cao nhất năm 2016 của Pollstar và là một trong 20 chuyến lưu diễn có doanh thu cao nhất mọi thời đại

## Bối cảnh và sự tiến triển

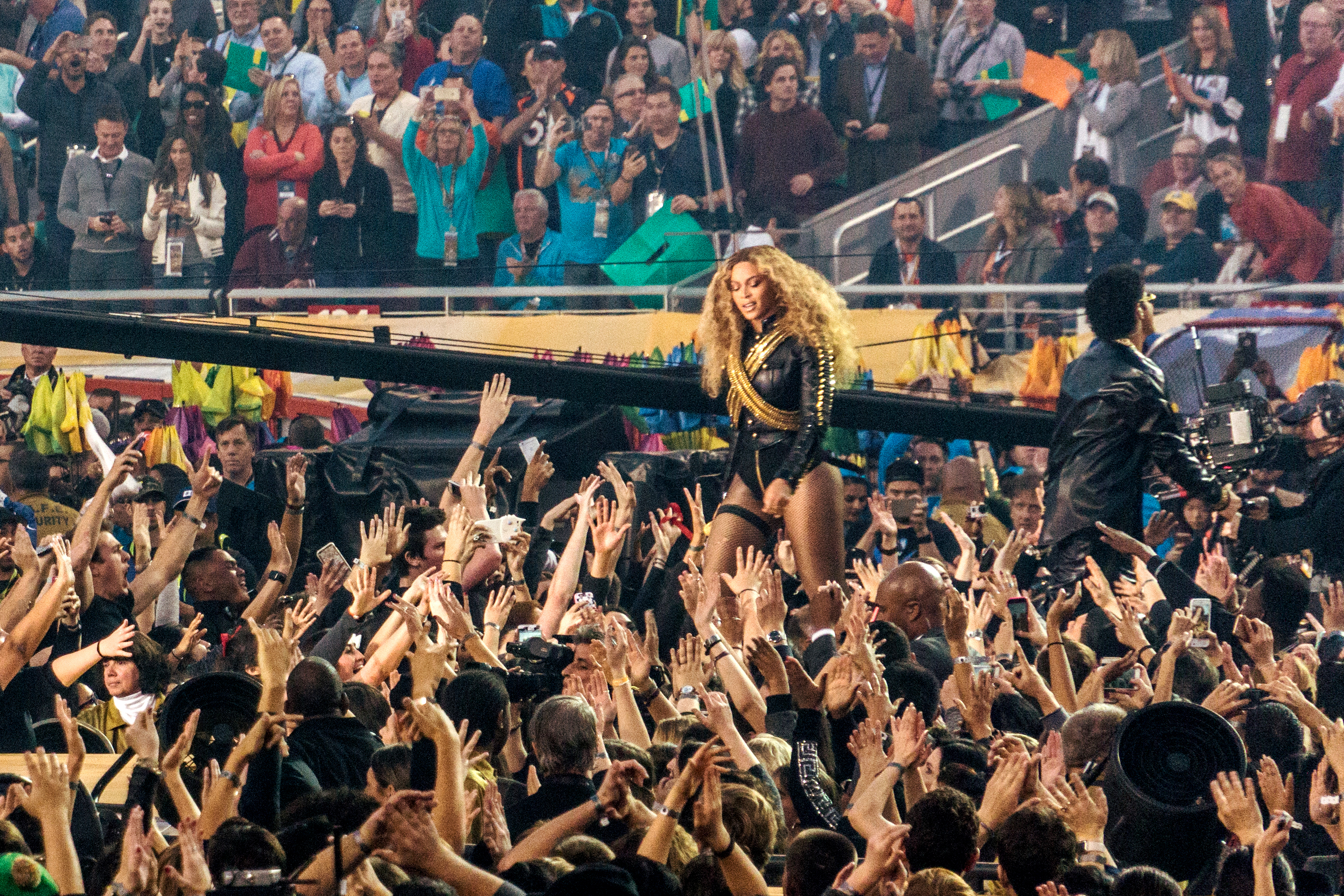
Beyoncé trình diễn "Formation" cùng Bruno Mars tại buổi trình diễn giải lao của giải bóng bầu dục Super Bowl lần thứ 50.

Ngày 6 tháng 2 năm 2016, beyoncé phát hành miễn phí "Formation" trên trang nghe nhạc trực tuyến TIDAL kèm theo video nhạc của bài hát cùng tên trên trang YouTube chính thức của cô. Vào ngày hôm sau, 7 tháng 2, Beyoncé trình diễn bài hát này tại sân khấu giải lao của giải bóng bầu dục Super Bowl lần thứ 50. Ngay sau khi kết thúc màn trình diễn, một bản thông báo quảng bá công khai cho The Formation World Tour bắt đầu tại Miami vào 27 tháng 4 năm 2016 và được bán vé vào 9 tháng 2, chỉ hai ngày sau buổi thông báo.
Để dẫn dắt một cách sơ lược bản thông báo về tour lưu diễn, Beyoncé đã tán dương cũng như chỉ trích xuyên suốt bài hát "Formation" cùng với trang phục bị ảnh hưởng từ binh đoàn bạo động Black Panther tại buổi diễn ở Super Bowl. Kết quả cho việc đó là các hashtag "#BoycottBeyonce" và "#IStandWithBeyonce" bắt đầu tạo thành khuynh hướng mạnh mẽ trên các mạng xã hội gồm cả Twitter. Một nhóm người biểu tình cũng đồng thời lên kế hoạch cho việc tổ chức một buổi "Chống đối Beyoncé" phía trước trụ sở của Liên đoàn Bóng bầu dục Mỹ tại Thành phố New York trong khi vé của đêm nhạc tại Miami đã bắt đầu được phân phối để bán. Nhưng cuối cùng, buổi biểu tình không một ai đến ngoại trừ khoảng 12 người ủng hộ Beyoncé đến kháng đối với phía biểu tình. Phần liên kết với tour lưu diễn là album Lemonade được phát hành rộng rãi 4 ngày trước. Trong một thông tin cho báo chí về tour diễn từ phía Live Nation Entertainment, Thr Formation World Tour sẽ được hỗ trợ tại địa phương từ chương trình The United Way of America cho Cuộc khủng hoảng nước ở khu vực. Sau khi chặng đầu của tour tại Bắc Mỹ kết thúc, có thông báo rằng người hâm mộ, người có quyền chọn thêm một khoản đóng góp cho cuộc khủng hoảng nước khi mua vé, thu được 82.234 USD để gây quỹ. Trong cùng thông cáo đó, mối quan hệ đối tác giữa Beyoncé và THX đã được thông báo nhằm mục đích tạo nên chất lượng âm thanh cao nhất trong tất cả các buổi hòa nhạc. Dẫn theo những tranh cãi từ bài hát "Formation", Cục cảnh sát Miami đã được thuật lại nhằm đưa ra sự tẩy chay của cảnh sát quốc gia về việc giữ an ninh tại buổi diễn, bao gồm cả buổi mở màn tại Miami. Một số cục cảnh sát khác cũng được báo về việc tránh xa các buổi hòa nhạc tại Tampa, Nashville và Tennessee. Tuy nhiên, một người phát ngôn của Cục cảnh sát Tampa tuyên bố rằng tính bôi nhọ trong sự tẩy chay này "không cân xứng".
Buỗi tập dợt cho tour được diễn ra tại sân vận động Raymond James ở Tampa làm tiêu tốn của Live Nation khoảng 745,000 USD. Thành viên của TSA, Thomas Scott đã nói về phạm vi sản xuất cực đại của tour lưu diễn sau khi xem qua sân khấu tại buổi tập dợt rằng "đó là một trong những sân khấu khủng khiếp nhất tôi từng dàn dựng, tôi nghĩ tôi chưa từng thấy sân khấu nào nó kích cỡ như vậy". Giữa quá tình tập dợt, các thành viên thuộc nhóm của Beyoncé gặp gỡ hơn 20 nhà lãnh đạp của Tampa gồm cả cảnh sát trưởng để ăn trưa tại thành phố Ybor nhằm bàn bạc về các cách làm cho Tampa trở thành một thành phố tốt hơn, phía Beyoncé cam kết tài chính cho một số sáng kiến.

## Danh sách các bài hát được trình diễn
1. Intro (nhạc nền bài hát No Angel)
2. Formation
3. Interlude 1 (I'm Sorry của Brenda Lee)
4. Sorry
5. Bow Down (phối nhạc với "Tom Ford" của Jay Z)
6. Run the World (Girls)
7. Interlude 2 (nhạc nền Superpower)
8. Mine
9. Baby Boy
10. Hold Up (mở đầu bằng "Famous" của Kanye West)
11. Countdown
12. Me, myself and I
13. Runnin' (Lose It All)
14. All Night
15. Interlude 3 (I Care/Ghost)
16. Ghost (solo Guitar điện)
17. Don't Hurt Yourself
18. Ring The Alarm (nhạc nền của 'Lost Yo Mind', 'I Been On', "Naughty Girl", "Independent Women Part 1")
19. Diva (nhảy breakdance dưới nền của "Cut It" và "I Got The Keys"/"Panda")
20. Interlude 4 (Flawless)
21. ***Flawless (Remix)
22. Feeling Myself
23. Yoncé
24. Interlude 5 (7/11)
25. 7/11
26. Drunk in Love (phối nhạc nền với "Drank" của Kendrick Lamar)
27. Rocket
28. Interlude 6 (Hip Hop Star / Freakum Dress)
29. Daddy Lessons
30. Single Ladies (Put a Ring on It)
31. Interlude 7 (Purple Rain)
32. Crazy in Love (Mở đầu bằng bản remix 2015, phần sau phối với "Bootylicious")
33. Naughty Girl
34. Party
35. Blow
36. Sweet Dreams
37. Interlude 8 (Die With You/ Blue)
38. Freedom
39. Survivor
40. End Of Time (phối nền với "Grown Woman")
41. Halo
42. Outro (Schoolin' Life)

## Buổi biểu diễn
| Ngày                | Thành phố          | Quốc gia         | Địa điểm                            | Nghệ sĩ mở màn                   | Khán giả                     | Doanh thu    |
| Bắc Mỹ              | Bắc Mỹ             | Bắc Mỹ           | Bắc Mỹ                              | Bắc Mỹ                           | Bắc Mỹ                       | Bắc Mỹ       |
| ------------------- | ------------------ | ---------------- | ----------------------------------- | -------------------------------- | ---------------------------- | ------------ |
| 27 tháng 4 năm 2016 | Miami              | Hoa Kỳ           | Marlins Park                        | DJ Khaled                        | 36.656 / 36.656              | $5.252.615   |
| 29 tháng 4 năm 2016 | Tampa              | Hoa Kỳ           | Sân vận động Raymond James          | DJ Khaled                        | 40.818 / 40.818              | $4.803.295   |
| 1 tháng 5 năm 2016  | Atlanta            | Hoa Kỳ           | Georgia Dome                        | DJ Khaled                        | 46.321 / 46.321              | $5.801.725   |
| 3 tháng 5 năm 2016  | Raleigh            | Hoa Kỳ           | Sân vận động Carter–Finley          | DJ Khaled                        | 38.292 / 38.292              | $4.810.620   |
| 7 tháng 5 năm 2016  | Houston            | Hoa Kỳ           | Sân vận động NRG                    | DJ Khaled                        | 43.871 / 43.871              | $6.412.280   |
| 9 tháng 5 năm 2016  | Arlington          | Hoa Kỳ           | Sân vận động AT&T                   | DJ Khaled                        | 42.235 / 42.235              | $5.954.775   |
| 12 tháng 5 năm 2016 | San Diego          | Hoa Kỳ           | Sân vận động Qualcomm               | DJ Khaled                        | 45.885 / 45.885              | $6.028.115   |
| 14 tháng 5 năm 2016 | Pasadena           | Hoa Kỳ           | Rose Bowl                           | DJ Khaled                        | 55.736 / 55.736              | $7.138.685   |
| 16 tháng 5 năm 2016 | Santa Clara        | Hoa Kỳ           | Sân vận động Levi's                 | DJ Khaled                        | 44.252 / 44.252              | $6.201.845   |
| 18 tháng 5 năm 2016 | Seattle            | Hoa Kỳ           | CenturyLink Field                   | DJ Khaled                        | 46.529 / 46.529              | $5.415.810   |
| 20 tháng 5 năm 2016 | Edmonton           | Canada           | Sân vận động Commonwealth           | —                                | 39.299 / 39.299              | $3.723.830   |
| 23 tháng 5 năm 2016 | Minneapolis        | Hoa Kỳ           | Sân vận động TCF Bank               | DJ Drama                         | 37.203 / 37.203              | $4.174.270   |
| 25 tháng 5 năm 2016 | Toronto            | Canada           | Trung tâm Rogers                    | DJ Scratch                       | 45.009 / 45.009              | $4.440.554   |
| 27 tháng 5 năm 2016 | Chicago            | Hoa Kỳ           | Soldier Field                       | Rae Sremmurd                     | 89.270 / 89.270              | $11.279.890  |
| 28 tháng 5 năm 2016 | Chicago            | Hoa Kỳ           | Soldier Field                       | DJ Scratch                       | 89.270 / 89.270              | $11.279.890  |
| 31 tháng 5 năm 2016 | Pittsburgh         | Hoa Kỳ           | Heinz Field                         | Jermaine Dupri                   | 36.325 / 36.325              | $3.927.805   |
| 3 tháng 6 năm 2016  | Foxborough         | Hoa Kỳ           | Sân vận động Gillette               | DJ Khaled                        | 48.304 / 48.304              | $6.008.698   |
| 5 tháng 6 năm 2016  | Philadelphia       | Hoa Kỳ           | Lincoln Financial Field             | DJ Khaled                        | 47.223 / 47.223              | $5.563.435   |
| 7 tháng 6 năm 2016  | Thành phố New York | Hoa Kỳ           | Citi Field                          | DJ Khaled                        | 73.486 / 73.486              | $11.461.340  |
| 8 tháng 6 năm 2016  | Thành phố New York | Hoa Kỳ           | Citi Field                          | DJ Khaled                        | 73.486 / 73.486              | $11.461.340  |
| 10 tháng 6 năm 2016 | Baltimore          | Hoa Kỳ           | Sân vận động M&T Bank               | DJ Khaled                        | 47.819 / 47.819              | $5.770.660   |
| 12 tháng 6 năm 2016 | Hershey            | Hoa Kỳ           | Sân vận động Hersheypark            | DJ Khaled                        | 26.662 / 26.662              | $3.474.695   |
| 14 tháng 6 năm 2016 | Detroit            | Hoa Kỳ           | Ford Field                          | DJ Khaled                        | 41.524 / 41.524              | $5.471.395   |
| Châu Âu             |                    |                  |                                     |                                  |                              |              |
| 28 tháng 6 năm 2016 | Sunderland         | Anh              | Sân vận động Ánh sáng               | DJ Magnum                        | 48.952 / 48.952              | $4.996.960   |
| 30 tháng 6 năm 2016 | Cardiff            | Wales            | Sân vận động Principality           | DJ Magnum                        | 49.215 / 49.215              | $5.379.199   |
| 2 tháng 7 năm 2016  | Luân Đôn           | Anh              | Sân vận động Wembley                | DJ Magnum                        | 142.500 / 142.500            | $15.301.688  |
| 3 tháng 7 năm 2016  | Luân Đôn           | Anh              | Sân vận động Wembley                | DJ Magnum                        | 142.500 / 142.500            | $15.301.688  |
| 5 tháng 7 năm 2016  | Manchester         | Anh              | Emirates Old Trafford               | DJ Magnum                        | 49.935 / 49.935              | $5.159.998   |
| 7 tháng 7 năm 2016  | Glasgow            | Scotland         | Hampden Park                        | Chloe x Halle Ingrid             | 46.058 / 46.058              | $4.707.580   |
| 9 tháng 7 năm 2016  | Dublin             | Cộng hòa Ireland | Croke Park                          | Chloe x Halle Ingrid             | 68.575 / 68.575              | $7.449.942   |
| 12 tháng 7 năm 2016 | Düsseldorf         | Đức              | Esprit Arena                        | Chloe x Halle Ingrid             | 34.481 / 34.481              | $3.464.861   |
| 14 tháng 7 năm 2016 | Zürich             | Thụy Sĩ          | Letzigrund                          | Chloe x Halle Ingrid             | 23.790 / 23.790              | $2.980.051   |
| 16 tháng 7 năm 2016 | Amsterdam          | Hà Lan           | Amsterdam Arena                     | Chloe x Halle Ingrid             | 49.436 / 49.436              | $4.712.051   |
| 18 tháng 7 năm 2016 | Milano             | Ý                | San Siro                            | Chloe x Halle Ingrid Sophie Beem | 54.313 / 54.313              | $4.744.732   |
| 21 tháng 7 năm 2016 | Paris              | Pháp             | Stade de France                     | Chloe x Halle Ingrid             | 75.106 / 75.106              | $6.258.954   |
| 24 tháng 7 năm 2016 | Copenhagen         | Đan Mạch         | Sân vận động Parken                 | Chloe x Halle Ingrid             | 45.197 / 45.197              | $4.626.103   |
| 26 tháng 7 năm 2016 | Stockholm          | Thụy Điển        | Friends Arena                       | Chloe x Halle Ingrid             | 48.519 / 48.519              | $3.937.498   |
| 29 tháng 7 năm 2016 | Frankfurt am Main  | Đức              | Commerzbank-Arena                   | Chloe x Halle Ingrid             | 36.647 / 36.647              | $3.739.440   |
| 31 tháng 7 năm 2016 | Bruxelles          | Bỉ               | Sân vận động Nhà vua Baudouin       | Chloe x Halle Ingrid             | 48.955 / 48.955              | $4.681.095   |
| 3 tháng 8 năm 2016  | Barcelona          | Tây Ban Nha      | Sân vận động Olympic Lluís Companys | Chloe x Halle Ingrid             | 45.346 / 45.346              | $4.806.995   |
| Bắc Mỹ              |                    |                  |                                     |                                  |                              |              |
| 10 tháng 9 năm 2016 | St. Louis          | Hoa Kỳ           | The Dome tại Trung tâm America      | Vic Mensa                        | 38.256 / 38.256              | $3.953.445   |
| 14 tháng 9 năm 2016 | Los Angeles        | Hoa Kỳ           | Sân vận động Dodger                 | Anderson Paak                    | 47.440 / 47.440              | $6.736.700   |
| 17 tháng 9 năm 2016 | Santa Clara        | Hoa Kỳ           | Sân vận động Levi's                 | DJ Drama                         | 44.015 / 44.015              | $4.898.690   |
| 22 tháng 9 năm 2016 | Houston            | Hoa Kỳ           | Sân vận động NRG                    | DJ Khaled                        | 42.635 / 42.635              | $5.107.065   |
| 24 tháng 9 năm 2016 | New Orleans        | Hoa Kỳ           | Mercedes-Benz Superdome             | DJ Khaled                        | 46.474 / 46.474              | $5.349.960   |
| 26 tháng 9 năm 2016 | Atlanta            | Hoa Kỳ           | Georgia Dome                        | DJ Khaled                        | 45.126 / 45.126              | $5.374.615   |
| 29 tháng 9 năm 2016 | Philadelphia       | Hoa Kỳ           | Lincoln Financial Field             | DJ Khaled                        | 44.693 / 44.693              | $3.353.627   |
| 2 tháng 10 năm 2016 | Nashville          | Hoa Kỳ           | Sân vận động Nissan                 | DJ Khaled                        | 43.013 / 43.013              | $5.182.345   |
| 7 tháng 10 năm 2016 | East Rutherford    | Hoa Kỳ           | Sân vận động MetLife                | DJ Khaled                        | 50.703 / 50.703              | $6.064.625   |
| Tổng cộng           | Tổng cộng          | Tổng cộng        | Tổng cộng                           | Tổng cộng                        | 2.242.099 / 2.242.099 (100%) | $256.084.556 |